# 劉隅
劉隅（1490年—1566年），字叔正，號范東，山東兗州府東平州東阿縣人，民籍，明朝政治人物。

## 生平
正德八年（1513年）癸酉科山東鄉試第八名舉人，嘉靖二年（1523年）中式癸未科會試第十九名，三甲第一百九十六名進士。授福建道監察御史，巡按江北，出為永平府知府，十七年（1538年）七月升河南按察司副使，十九年（1540年）任都察院右副都御史、巡撫保定，任內剿滅寇盜王士舉等，二十一年（1541年）九月遭山西道監察御史金燦論劾而罷職，家居三十餘年，四十五年（1566年）卒於家。

## 著作
著有《文集》、《奏議》、《治河通考》、《古篆分韻》等。

## 家族
曾祖劉璉，教諭；祖父劉觀，贈吏部郎中；父劉約，河南布政使司右參政。母徐氏（封淑人）。永感下。兄劉田（戶部員外郎）、劉谷，弟劉階、劉牧、劉垣。